# مشروع فينونا

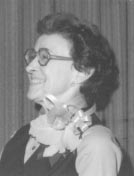
جن جرابيل أول محلل تشفير لمشروع فينونا

مشروع فينونا هو برنامج مكافحة التجسس بالولايات المتحدة تم إطلاقه خلال الحرب العالمية الثانية من قبل جهاز استخبارات التابع لجيش الولايات المتحدة.

## نبذة
استمرت المشروع من 1 فبراير 1943 حتى 1 أكتوبر 1980 وكان الغرض منه فك تشفير الرسائل التي تنقلها وكالات الاستخبارات في الاتحاد السوفيتي.

## البدايات
بدأ عندما كان الاتحاد السوفياتي حليفًا للولايات المتحدة أثناء الحرب العالمية الثانية واستمر البرنامج خلال الحرب الباردة.
خلال مدة 37 عام من مشروع فينونا جُمع حوالي 3000 رسالة سوفيتية وشملت تجسس كامبريدج في المملكة المتحدة والتجسس السوفيتي لمشروع مانهاتن في الولايات المتحدة.
ظل مشروع فينونا سراً لأكثر من 15 عام بعد انتهائه ولم يتم رفع السرية عن بعض الرسائل السوفيتية المشفرة من قبل الولايات المتحدة ونشرت في عام 1995.